# Anny Divya
Anny Divya (nascida em 1987) é uma aviadora indiana. Ela se tornou na mais jovem mulher do mundo piloto-comandante de um Boeing 777.

## Carreira
Depois de completar a sua escolaridade com a idade de 17 anos, matriculou-se no Indira Gandhi Rashtriya Uran Akademi (IGRUA), uma escola de voo em Uttar Pradesh. Com 19 anos, completou a sua formação e iniciou a sua carreira com a empresa aeronáutica Air India. Ela viajou para Espanha para receber formação e voou com um Boeing 737. Aos 21 anos, ela foi enviada para Londres para mais treinamentos, onde ela começou a voar a Boeing 777, onde mais tarde se tornou na mais jovem piloto mulher, do mundo, comandante de um Boeing 777